# Harry Gerlach (militär)
Hugo Harry Stig Gerlach, född den 13 februari 1895 i Varberg, död den 25 mars 1982 i Malmö, var en svensk militär. Han var son till Hugo Gerlach.
Gerlach avlade studentexamen i Göteborg 1915 och officersexamen 1917. Han blev fänrik vid Älvsborgs regemente 1917 och löjtnant där 1920. Efter att ha genomgått Krigshögskolan 1924–1926 och Infanteriskjutskolan 1927 och 1929 blev Gernach kapten vid regementet 1932. Han var avdelningschef vid Arméns underofficersskola i Uppsala 1931–1935 och kompanichef där 1935–1937, varefter han befordrades till major vid Västernorrlands regemente 1939. Gerlach blev överstelöjtnant i arméstaben 1942 och var chef för Infanteriets officersaspirantskola 1942–1944. Han blev överstelöjtnant vid Älvsborgs regemente 1944, vid III. militärbefälhavarstaben 1947 och överste i reserven 1950. Gerlach var ställföreträdande befälhavare i Bodens försvarsområde 1949–1951 samt befälhavare och kommendant vid Bodens fästning 1951–1955. Han blev riddare av Svärdsorden 1938. Gerlach är begravd på S:t Jörgens kyrkogård i Varberg.